# Le Cheval et la Biche frémissante
Le Cheval et la Biche frémissante (en russe : Kon i trepetnaïa lan) est une nouvelle d’Anton Tchekhov, parue en 1885.

## Historique
Le Cheval et la Biche frémissante est initialement publiée dans la revue russe Le Journal de Pétersbourg, no 219, du 12 août 1885, sous le pseudonyme A.Tchekhonte.

## Résumé
Trois heures du matin. Catherine Fibrov reproche à Basile, son mari, d’être rentré ivre une fois de plus à la maison. Lui accuse son métier, il est journaliste et se doit de payer à boire aux personnes qu’il interroge pour obtenir des renseignements.
Elle lui reproche d’écrire des articles sur des vols et des incendies, mais également son maigre salaire de cinquante rouble par mois. Elle veut aller vivre à Toula, chez son oncle, où la vie est moins chère à condition d’être sobre. Elle rêve d’un intérieur bourgeois où leurs enfants pourraient vivre sainement, au lieu de supporter les relations de travail de son mari, une débauchée et des acteurs de théâtre alcooliques.
Vaincu par les arguments de sa femme et par les effets de sa cuite de la veille, Basile accepte l’idée de partir en province. Catherine exulte et s’imagine dans une maison avec des poules et des canards. Le rêve ne dure pas. Le lendemain, Basile rentre ivre, de nouveau.

## Édition française
- Le Cheval et la Biche frémissante, traduit par Madeleine Durand et Edouard Parayre, Les Editeurs Français Réunis, 1955, numéro d’éditeur 431.